# Ramon Sessions
Ramon Sessions (ur. 11 kwietnia 1986 w Myrtle Beach) – amerykański koszykarz, grający na pozycji rozgrywającego.

## Kariera
Po trzech latach gry na uniwersytecie Nevada, Sessions zdecydował się wziąć udział w drafcie 2007. Został w nim wybrany z 56 numerem przez Milwaukee Bucks. Juź na początku sezonu został wysłany do klubu z D-League, Tulsa 66ers. Został wybrany zawodnikiem tygodnia otwierającego sezon D-League, notując 30,5 punktu, 7,5 zbiórki i 5,0 asysty na mecz. 28 stycznia 2008 po raz kolejny został wybrany na gracza tygodnia, jako pierwszy zawodnik nagrodzony dwukrotnie tym tytułem w tamtym sezonie. Poprowadził 66ers do trzech zwycięstw zdobywając 29,6 punku, 8,0 zbiórki i 12,3 asysty na mecz.
1 lutego 2008 Sessions ponownie został ściągnięty do Bucks, jednak z powodu kontuzji nadgarstka nie zagrał do 9 marca, kiedy to, w meczu z Philadelphia 76ers zdobył 2 punkty. 2 kwietnia, w meczu z Washington Wizards, w ostatniej sekundzie oddał rzut po podaniu od Andrew Boguta, który zapewnił jego drużynie wygraną. Swój pierwszy występ w pierwszej piątce zaliczył 8 kwietnia, kiedy przeciwko Indiana Pacers zdobył 8 punktów i 10 asyst. Za swoje występy w kwietniu 2008 został uznany debiutantem miesiąca.
14 kwietnia 2008, w przegranym 151-135 przeciwko Chicago Bulls spotkaniu, Sessions ustanowił swój rekord kariery zdobywając 20 punktów, dodając do tego 8 zbiórek i 24 asyst, co jest rekordem klubu z Milwaukee. W kolejnym meczu poprawił swój rekord punktowy, zdobywając ich 25 w spotkaniu z Timberwolves.
7 lutego 2009 niemal dwukrotnie poprawił swój najlepszy rezultat punktowy, notując 44 punkty w meczu z Detroit Pistons. Swoje pierwsze triple-double Sessions zaliczył 1 kwietnia, w spotkaniu z Los Angeles Lakers, zdobywając 16 punktów, 16 asyst i 10 zbiórek.
4 września 2009 Sessions, jako wolny agent, podpisał 4-letni kontrakt z Minnesota Timberwolves warty 16 milionów dolarów. W 82 meczach z Timberwolves notował średnio 8,2 punktu, 3,2 asysty i 2,6 zbiórki na mecz, rzucając ze skutecznością 45,6% z gry.
26 lipca 2010, w ramach wymiany, razem z Ryanem Hollinsem i wyborem w drugiej rundzie draftu, trafił do Cleveland Cavaliers w zamian za Delonte Westa i Sebastiana Telfaira.
15 marca 2012 Sessions wraz z Christianem Eyenga zostali wymienieni do Los Angeles Lakers w zamian za Jasona Kapono, Luke'a Waltona i wybór w pierwszej rundzie draftu 2012. W debiucie w barwach Lakers, zdobył 7 punktów, 5 asyst i 4 zbiórki w wygranym meczu z Minnesotą.
13 lipca 2012 Sessions podpisał dwuletni kontrakt z Charlotte Bobcats.
20 lutego 2014, wraz z Jeffem Adrienem trafił do Milwaukee Bucks, w zamian za Gary'ego Neala i Luke'a Ridnoura.
22 września 2014 podpisał kontrakt z Sacramento Kings.
W dniu 19 lutego 2015 roku, Sessions został sprzedany do Washington Wizards w zamian za Andre Millera. 7 lipca 2016 roku podpisał umowę z Charlotte Hornets. 8 sierpnia 2017 został zawodnikiem New York Knicks. 13 stycznia 2018 został zwolniony. 23 lutego zawarł 10-dniową umowę z Washington Wizards.

## Osiągnięcia

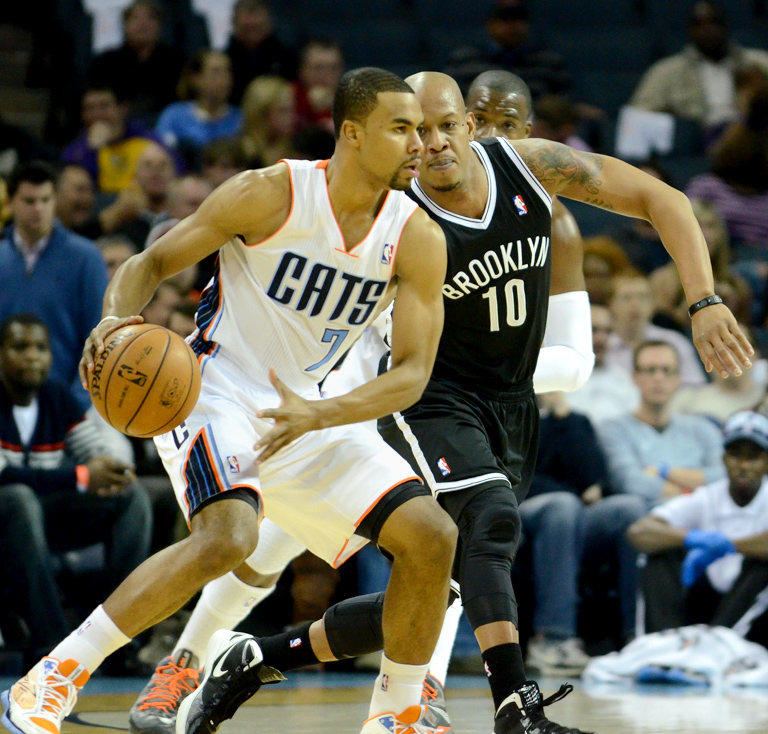
Sessions w barwach Bobcats (marzec 2013), broniony przez Keitha Bogansa.

Na podstawie, o ile nie zaznaczono inaczej.
NCAA
- Uczestnik:
  - rozgrywek II rundy turnieju NCAA (2005, 2007)
  - turnieju NCAA (2005–2007)
- Mistrz:
  - turnieju konferencji Western Athletic (WAC – 2006)
  - sezonu regularnego WAC (2005–2007)
- Najlepszy pierwszoroczny/nowo przybyły zawodnik roku (2005)
- Zaliczony do:
  - I składu nowo przybyłych zawodników WAC (2005)
  - II składu WAC (2007)

D-League
- Zawodnik tygodnia (26.11.2007, 28.01.2008)
- Zaliczony do składu All D-League honorable mention (2008)

NBA
- Debiutant miesiąca (kwiecień 2008)

## Statystyki
Na podstawie Basketball-Reference.com (ang.)

Stan na koniec sezonu 2018/19

### Sezon regularny
| Sezon   | Drużyna     | M   | S5  | MPG  | FG%   | 3P%   | FT%   | RPG | APG | SPG | BPG | PPG  |
| ------- | ----------- | --- | --- | ---- | ----- | ----- | ----- | --- | --- | --- | --- | ---- |
| 2007/08 | Milwaukee   | 17  | 7   | 26,5 | 43,6% | 42,9% | 78,0% | 3,4 | 7,5 | 1,0 | 0,2 | 8,1  |
| 2008/09 | Milwaukee   | 79  | 39  | 27,5 | 44,5% | 17,6% | 79,4% | 3,4 | 5,7 | 1,1 | 0,1 | 12,4 |
| 2009/10 | Minnesota   | 82  | 1   | 21,1 | 45,6% | 6,7%  | 71,7% | 2,6 | 3,1 | 0,7 | 0,1 | 8,2  |
| 2010/11 | Cleveland   | 81  | 38  | 26,3 | 46,6% | 20,0% | 82,3% | 3,1 | 5,2 | 0,7 | 0,1 | 13,3 |
| 2011/12 | Cleveland   | 41  | 4   | 24,5 | 39,8% | 41,9% | 83,0% | 3,1 | 5,2 | 0,7 | 0,0 | 10,5 |
| 2011/12 | L.A. Lakers | 23  | 19  | 30,5 | 47,9% | 48,6% | 71,3% | 3,8 | 6,2 | 0,7 | 0,1 | 12,7 |
| 2012/13 | Charlotte   | 61  | 0   | 27,1 | 40,8% | 30,8% | 83,9% | 2,8 | 3,8 | 0,8 | 0,1 | 14,4 |
| 2013/14 | Charlotte   | 55  | 7   | 23,7 | 40,9% | 22,1% | 78,2% | 2,1 | 3,7 | 0,6 | 0,1 | 10,5 |
| 2013/14 | Milwaukee   | 28  | 12  | 32,5 | 46,1% | 35,7% | 84,1% | 3,1 | 4,8 | 0,6 | 0,1 | 15,8 |
| 2014/15 | Sacramento  | 36  | 7   | 17,8 | 34,4% | 21,4% | 72,7% | 1,9 | 2,7 | 0,4 | 0,0 | 5,4  |
| 2014/15 | Washington  | 28  | 3   | 19,5 | 41,1% | 40,6% | 81,2% | 2,7 | 3,1 | 0,6 | 0,0 | 7,4  |
| 2015/16 | Washington  | 82  | 5   | 20,3 | 47,3% | 32,4% | 75,6% | 2,5 | 2,9 | 0,6 | 0,1 | 9,9  |
| 2016/17 | Charlotte   | 50  | 1   | 16,2 | 38,0% | 33,9% | 77,1% | 1,5 | 2,6 | 0,5 | 0,1 | 6,2  |
| 2017/18 | New York    | 13  | 3   | 12,8 | 32,1% | 18,2% | 80,0% | 1,4 | 2,1 | 0,5 | 0,1 | 3,7  |
| 2017/18 | Washington  | 15  | 0   | 15,0 | 39,1% | 40,0% | 76,2% | 1,3 | 3,3 | 0,5 | 0,1 | 5,9  |
| Razem   |             | 691 | 146 | 23,3 | 43,4% | 31,6% | 79,1% | 2,7 | 4,1 | 0,7 | 0,1 | 10,3 |

### Play-offy
| Sezon | Drużyna     | M  | S5 | MPG  | FG%   | 3P%   | FT%   | RPG | APG | SPG | BPG | PPG |
| ----- | ----------- | -- | -- | ---- | ----- | ----- | ----- | --- | --- | --- | --- | --- |
| 2012  | L.A. Lakers | 12 | 12 | 31,7 | 37,7% | 16,0% | 74,3% | 3,0 | 3,6 | 0,3 | 0,1 | 9,7 |
| 2015  | Washington  | 10 | 3  | 21,8 | 37,1% | 40,0% | 68,4% | 2,4 | 2,3 | 0,4 | 0,1 | 7,5 |
| Razem |             | 22 | 15 | 27,2 | 37,5% | 28,0% | 72,2% | 2,7 | 3,0 | 0,4 | 0,1 | 8,7 |